# Chatziplana grubei
Chatziplana grubei is een platworm (Platyhelminthes). De worm is tweeslachtig. De soort leeft in het zoute water.
Het geslacht Chatziplana, waarin de platworm wordt geplaatst, wordt tot de familie Stylochocestidae gerekend. De wetenschappelijke naam van de soort werd voor het eerst geldig gepubliceerd in 1892 door Graff.